# 程運青
程運青（？—？），中國清朝官員，江蘇華亭（今上海市松江區）人。
雍正四年（1726年）丙午科舉人。乾隆十六年（1751年）擔任台灣彰化縣知縣。當時的彰化縣約今大台中地區。次年被參劾離職。